# Choi Dae-shik
Choi Dae-shik (* 10. Januar 1965; † 27. März 2024) war ein südkoreanischer Fußballspieler.

## Karriere

### Klub
Nach seiner Zeit in der Mannschaft der Korea University wechselte Choi Anfang 1988 zu den Daewoo Royals und ab 1990 spielte er anschließend bei den LG Cheetahs. Seine letzte Station war von 1996 bis 1999 dann noch der japanische Klub Ōita Trinita.

### Nationalmannschaft
Sein erstes bekanntes Spiel für die südkoreanische Nationalmannschaft war am 7. Juni 1991 bei einem 0:0-Freundschaftsspiel gegen Ägypten. Danach folgten einige weitere Freundschaftsspiele, in denen er Einsatzzeit bekam. Zwar wurde er auch für den Kader der Weltmeisterschaft 1994 nominiert, jedoch erhielt er hier keinen Einsatz. Sein erstes und dann auch einziges aktives Turnier waren schließlich die Asienspiele 1994, wo er es mit seiner Mannschaft bis ins Halbfinale schaffte. Danach kam er am 12. August 1995 noch einmal zu einem Kurzeinsatz bei einer 0:1-Freundschaftsspielniederlage gegen Brasilien. Hiernach endete seine Karriere in der Nationalmannschaft.